# José Luis Urbano
José Luis Urbano Martínez (Córdoba, España, 24 de diciembre de 1955-ib., 20 de mayo de 2016) fue un futbolista español que jugaba de centrocampista.

## Clubes
| Club                   | País   | Año       |
| ---------------------- | ------ | --------- |
| Córdoba C. F.          | España | 1973-1977 |
| Real Sporting de Gijón | España | 1977-1980 |
| R. C. Celta de Vigo    | España | 1980-1981 |
| Córdoba C. F.          | España | 1981-1983 |
| Xerez C. D.            | España | 1983-1984 |